# Castelmassa
Castelmassa là một đô thị ở tỉnh Rovigo ở vùng Veneto của Ý, có khoảng cách khoảng 90 km về phía tây nam của Venezia và khoảng 35 km về phía tây của Rovigo. Tại thời điểm ngày 31 tháng 12 năm 2004, đô thị này có dân số 4.342 người và diện tích là 11,9 km².
Đô thị Castelmassa có các frazioni (các đơn vị cấp dưới, chủ yếu là các làng) Ca'Rossa, Case Gennari, Case Negri, Case Zaghi, Correggio, Cortina, Fantini, Gravallone, Guerrini, Macero Frati, Masina, Olma, Piazza Nova, Pio, Saravalli, và Via di Mezzo.
Castelmassa giáp các đô thị: Calto, Castelnovo Bariano, Ceneselli, Felonica, Sermide.